# Wojciech Biliński (oficer)
Wojciech Biliński (ur. 19 kwietnia 1903 w Czajkach, zm. ?) – polski jeździec, kapitan artylerii Wojska Polskiego II RP, podpułkownik Polskich Sił Zbrojnych.

## Życiorys

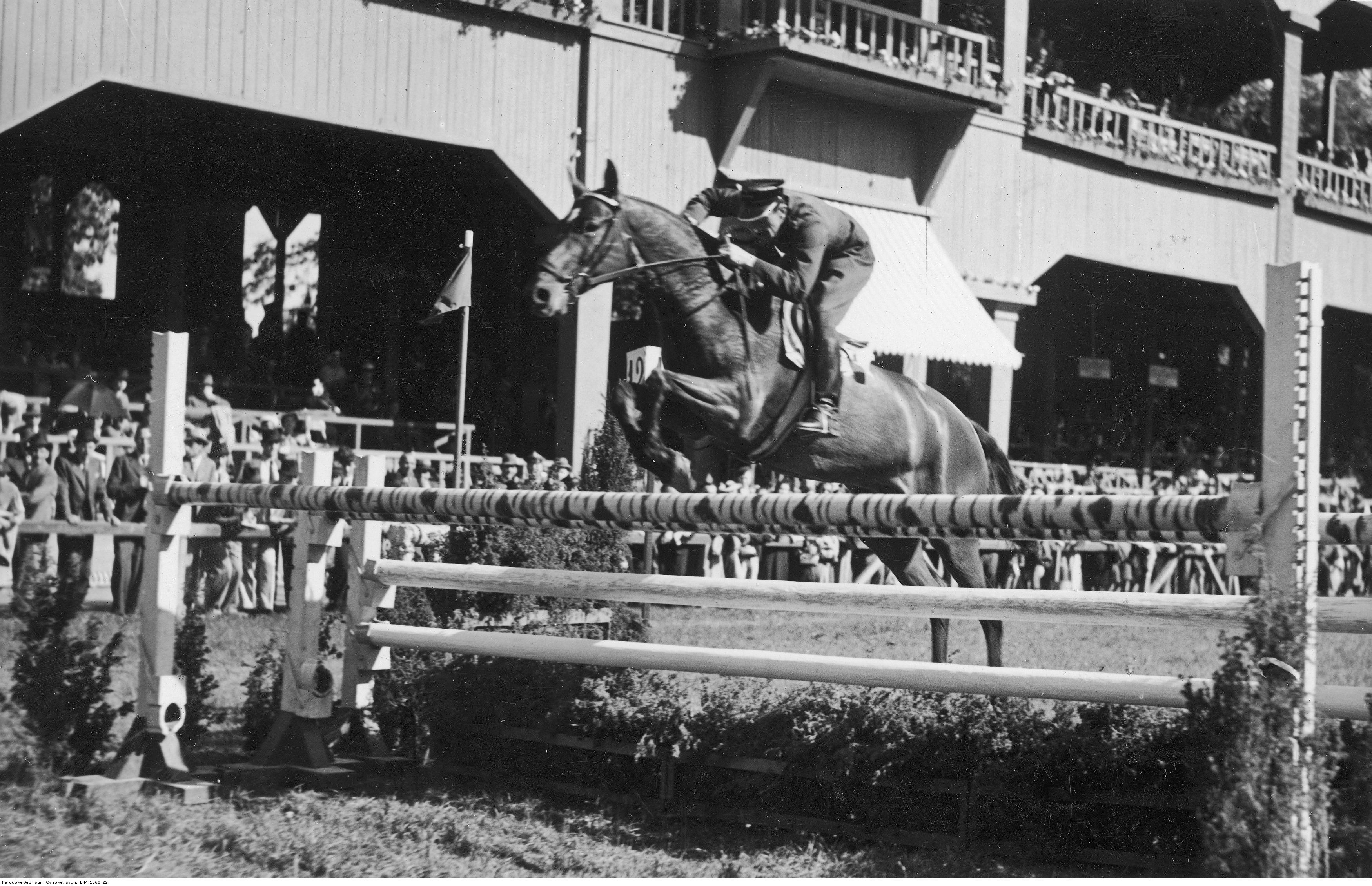
XI Międzynarodowe Zawody Hippiczne o "Puchar Narodów" w Warszawie 1938 - Wojciech Biliński na koniu Florek Siłacz

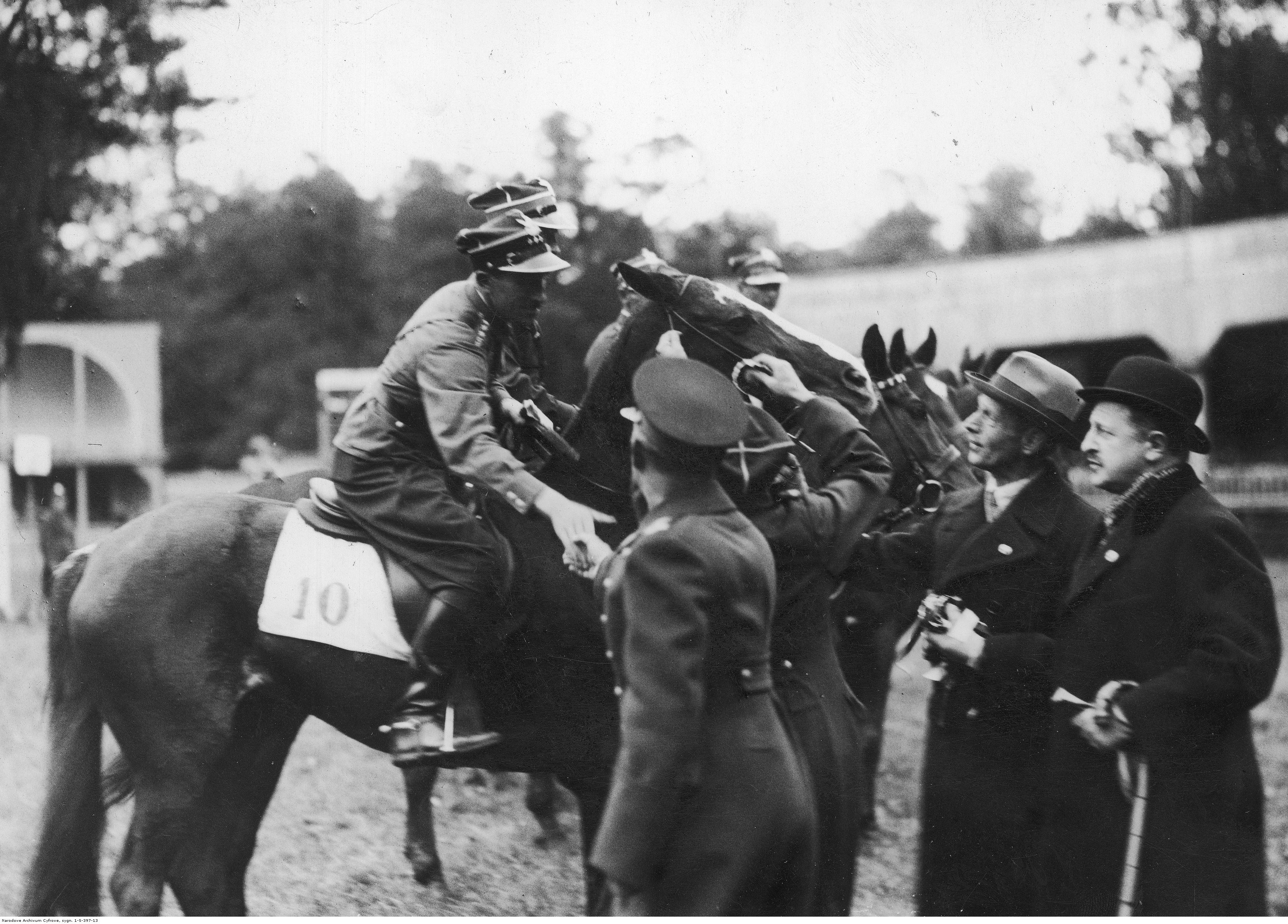
IV Jeździeckie Mistrzostwa Polski w Warszawie - kpt. Wojciech Biliński odbiera nagrodę; październik 1934.

Syn Walentego. Urodził się 19 kwietnia 1903 w Czajkach, pow. Nasielsk. Po zakończeniu I wojny światowej i odzyskaniu przez Polskę niepodległości został przyjęty do Wojska Polskiego. Został awansowany do stopnia podporucznika artylerii ze starszeństwem z dniem 1 lipca 1923, a następnie do stopnia porucznika artylerii ze starszeństwem z dniem 1 lipca 1925. W latach 20. był oficerem 5 dywizjonu artylerii konnej w Krakowie, W 1932 był w kadrze Centrum Wyszkolenia Artylerii w Toruniu. Później awansowany do stopnia kapitana artylerii. W latach 1933–1938 służył w 4 dywizjonie artylerii konnej.
Uprawiał jeździectwo i startował w zawodach. Zdobywał nagrody, m.in. podczas zawodów na polskim wybrzeżu zdobył Puchar Prezydenta, na IV Jeździeckich Mistrzostwach Polski w Warszawie w 1934.
Podczas II wojny światowej został oficerem Polskich Sił Zbrojnych w ZSRR. Pod koniec 1941 w stopniu kapitana był zastępcą dowódcy i szefem sztabu 5 pułku artylerii lekkiej. Po ewakuacji z obszaru ZSRR został oficerem Polskich Sił Zbrojnych i w stopniu majora pełnił funkcję zastępcy dowódcy macierzystej jednostki, przemianowanej na 5 Wileński pułk artylerii lekkiej. Brał udział w bitwie o Monte Cassino. Od 23 listopada 1944 sprawował stanowisko dowódcy 3 Karpackiego pułku artylerii lekkiej (w tym czasie awansowany na podpułkownika), aż do rozformowania jednostki.

## Ordery i odznaczenia
- Krzyż Srebrny Orderu Virtuti Militari nr 11299[12]
- Srebrny Krzyż Zasługi (19 marca 1931)[13]
- Krzyż Pamiątkowy Monte Cassino nr 20667[14]